# Базартобинский сельский округ
Базартобинский сельский округ — административно-территориальное образование в Акжаикском районе Западно-Казахстанской области.

## Административное устройство
1. село Базартобе
2. село Кадыркул
3. село Кызылжар